# Nomalonia clavicornis
Nomalonia clavicornis är en tvåvingeart som beskrevs av Hesse 1956. Nomalonia clavicornis ingår i släktet Nomalonia och familjen svävflugor. Inga underarter finns listade i Catalogue of Life.